# Escudo de Caso

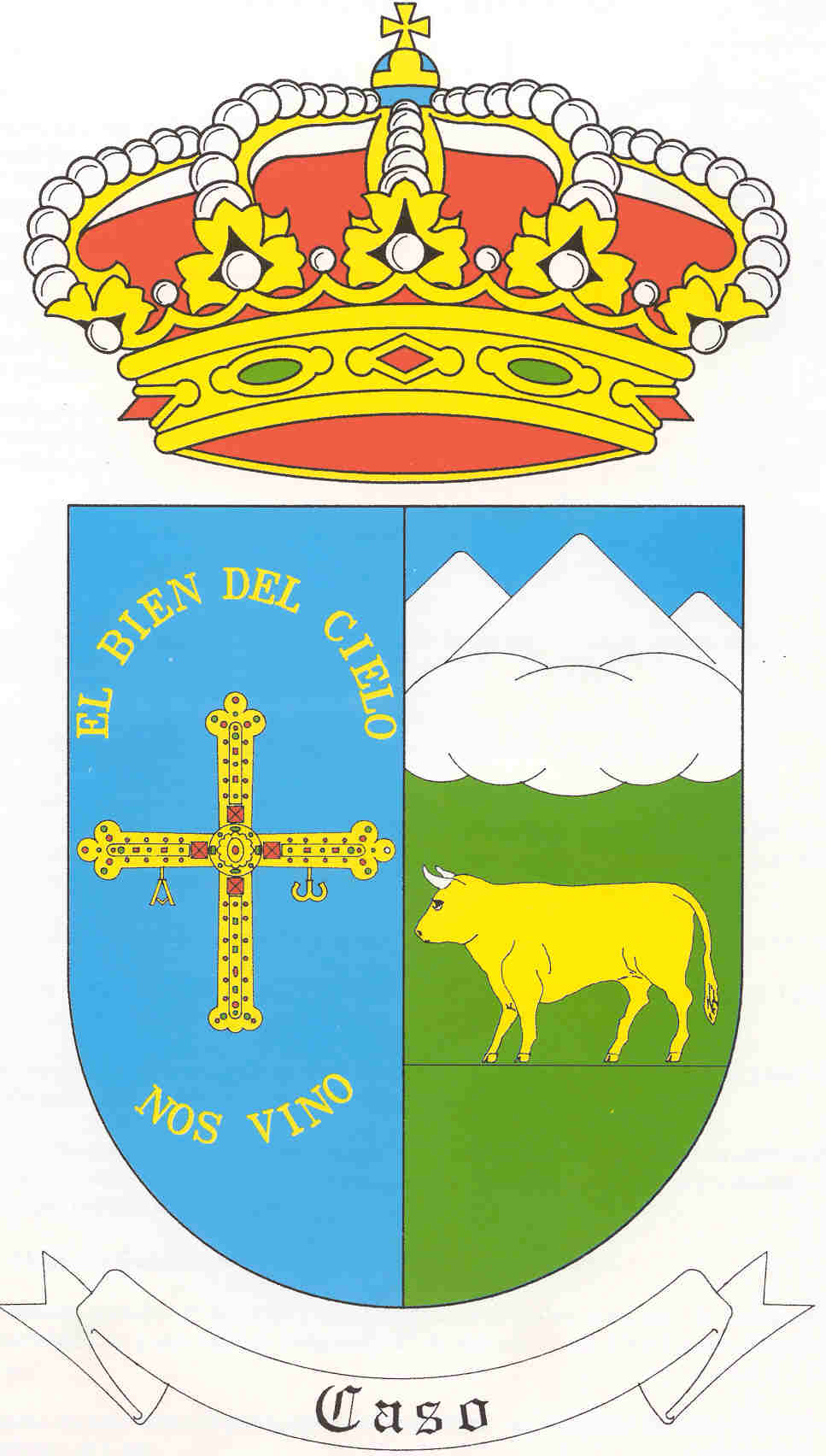
Escudo de Caso.

El escudo de Caso es un símbolo representativo del concejo español del mismo nombre, situado en la comunidad autónoma del Principado de Asturias.
Dicho concejo ha usado diferentes escudos durante su historia. Y es como  el escudo de armas de caso. Este escudo pasó  a ser el oficial del concejo el 21 de diciembre de 1982

## Descripción
El que se usa en la actualidad es un escudo partido verticalmente. En la parte izquierda se encuentra la Cruz de la Victoria con la leyenda "EL BIEN DEL CIELO" en la parte superior y "NOS VINO" en la inferior. En la parte derecha se ven varias montañas entre las nubes y un toro pastando.
Timbrando el escudo, corona real cerrada.
- Datos: Q5837930